# 八木たかおの荒野のコナイパー
八木たかおの荒野のコナイパー（やぎたかおのこうやのこないぱー）はアージュの公式ホームページで毎週金曜日に配信していたインターネットラジオ番組。
放送作家の八木たかおと声優の倉田まりや・早乙女由香と株式会社アシッドの代表取締役社長の吉宗鋼紀の4人でパーソナリティーを務めていた。

## 出演者

### パーソナリティー
八木たかお（やぎ たかお）
この番組のパーソナリティ。元・お笑いタレント。本業は放送作家で、報道番組やバラエティー番組など多岐に渡り活動している。本業の傍ら、この番組や『八木たかおのザ・ニュータイプナイト』のパーソナリティーをしている。
倉田まりや（くらた まりや）
声優。主にアダルトゲームのキャラクターに声を充てている。
たまに八木たかおがパーソナリティーを務める『ザ・ニュータイプナイト』にも出演している。
早乙女由香（現・摩天楼由香）（さおとめ ゆか）
パーソナリティーの一人。番組内の愛称は「ゆかちー」。
一度、八木たかおがパーソナリティーを務める『ザ・ニュータイプナイト』の方にも出演した。
2011年10月28日に『君がいた季節 リメイク版』で声優デビュー。
吉宗鋼紀（よしむね こうき）
株式会社アシッドの代表取締役社長。
自己紹介が適当だったり、色々な事情で休むことがある。

### スタッフ
- ディレクター：露木 直人
- 構成作家：妹尾、テムシステム

## 番組コーナー
オープニングのひとこと
『君がいた季節』の発売が控えているのに、色っぽさが全く足りないゆかちーのスキルアップを目指し、オープニングでゆかちーに色っぽく言ってほしいセリフを募集するコーナー
ヤギネットたかおの実演販売
全国各地のリスナーから送られてきた是非とも商品化して欲しい物を、「ヤギネットたかお」社長の八木たかおがプレゼンする。吉宗の心に響けば、実際に商品化されるかもしれない。
お願い！コナイパー王国
がんばれ!!　ゆかちー
我が道を突き進む、ゆかちーの為に頭が良くなる方法などを提案・実践してみるコーナー。
エンディングのひとこと
リスナーから寄せられたかっこいいセリフを八木たかおが番組の最後に言うコーナー。
ふつコナ
普通のお便りを紹介するコーナー。番組の感想、アージュ作品をプレイしてみてどうだった？ などの感想も取り扱う。
ゲストさんへの質問
ゲストへの質問や、来てほしいゲストを募集する。

### 終了したコーナー
クイズ年の差なんて
リスナーからのアダルトチームにあわせたりヤングチームにあわせるような質問に対して、アダルトチーム（八木、吉宗）とヤングチーム（早乙女、倉田）の全員が一致させる。
2010年（平成22年）夏のコミックマーケットで行われた公開放送にて一度全員が一致したが、その後何もなく作家陣二人の責任の擦り付け合いが見られた。

## エピソード
- 番組タイトルのコナイパーとは「コミカル・スナイパー」の略。
- この番組に関ったスタッフ陣は否応なしにコナイパーファミリーに加えられてしまう。その際にコナイパーネームというコナイパー内でのみとても名誉のある名称が付けられる。
- 時々、ニコニコ生放送で放送を行う。
- 2010年の夏コミで吉宗がコナイパーの公開放送に遅刻してきたが、八木の「(　゜∀゜)o彡゜おっぱいおっぱい」にかき消され無視された。

## ゲスト
2010年（平成22年）
- 6月19日（第6回）：高橋昭一（民主党所属の衆議院議員）
- 6月26日（第7回）：柚原みう（声優）
- 7月9日（第9回）：美郷あき（歌手）
- 7月16日（第10回）：ブンブン丸
- 7月30日（第12回）：rino（歌手・CooRieのボーカル）・維如星（アージュ作品の脚本担当）
- 8月7日（第13回）：川元暮蔵（元アージュの広報担当）
- 8月20日（第15回）：蒔島梓（アージュ作品の作画担当）
- 8月28日（第16回）：東浩紀（小説家）
- 9月10日（第18回）：近江知永（声優兼歌手）
- 9月18日（第19回）：ああ（歌手・savage geniusのボーカル）
- 9月25日（第20回）：中原麻衣（声優）
- 10月1日（第21回）：遠藤正明（歌手）・畑亜貴（作詞家・作曲家）
- 11月12日（第27回）：高橋昭一
- 11月26日（第29回）：ツネ（歌手・インディーズバンド「Handmade Square」のボーカル）
- 12月31日（第34回）：bamboo（音楽バンド「milktub」のボーカル）・畑亜貴

2011年（平成23年）
- 1月14日（第36回）：柚原みう
- 1月21日（第37回）：奥井雅美（歌手・音楽プロデューサー）
- 2月19日（第41回）：yozuca*（歌手)
- 2月26日（第42回）：霜月はるか（歌手)
- 3月5日（第43回）：栗林みな実（歌手)
- 3月26日（第44回）：美郷あき（歌手)
- 6月17日（第56回）：yozuca*（歌手)
- 7月30日（第62回）：栗林みな実（歌手)
- 8月6日（第63回）：志倉千代丸（MAGES.社長)・相澤こたろー
- 8月13日（第64回）：rino（歌手・CooRieのボーカル）
- 10月14日（第73回）：ULTRA-PRISM（音楽グループ)
- 10月21日（第74回）：御苑生メイ（声優）
- 11月18日（第78回）：佐咲紗花（歌手)
- 11月25日（第79回）：里見哲朗（バーナムスタジオ社長)